# Subaru XV
Subaru XV / Crosstrek – samochód osobowy typu crossover produkowany przez japońską firmę Subaru od 2012 roku. Od 2023 roku produkowana jest trzecia generacja tego modelu.

## Pierwsza generacja

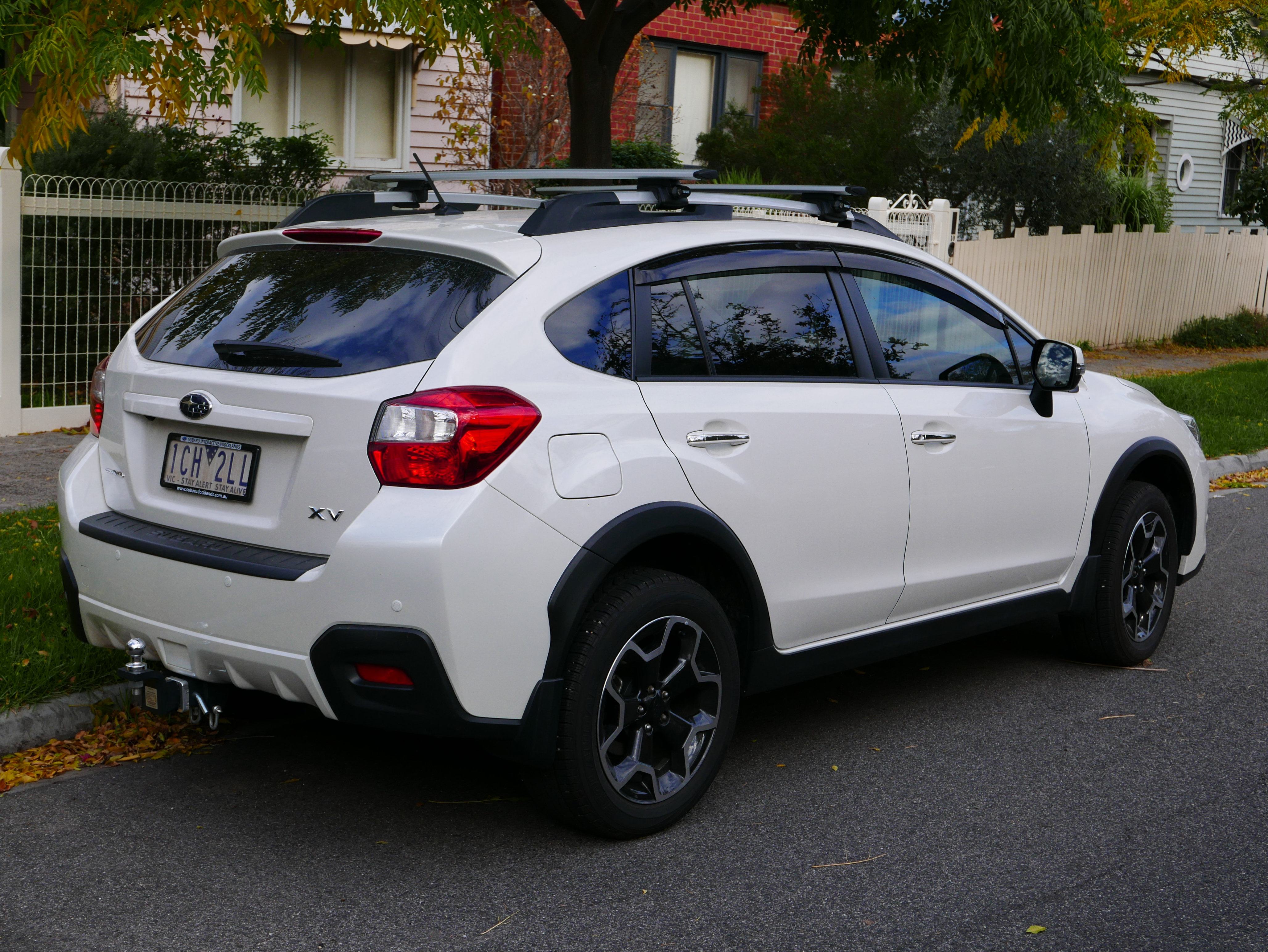
Tył XV

Pojazd został zbudowany na bazie płyty podłogowej czwartej generacji Subaru Impreza.
W 2014 roku auto przeszło delikatny lifting. W modelu z 2,0 l silnikiem benzynowym zmieniono zawieszenie. We wszystkich wersja pojazdu zastosowano nową gródź oddzielającą komorę silnika od kabiny pasażerskiej, która bardziej izoluje kabinę pasażerską od kultury pracy silnika. Przeprogramowano elektryczne wspomaganie kierownicy, zastosowano system dynamic damper, który redukuje wibracje przenoszone na kierownicę, wzmocniono podstawę słupka A. Do wyposażenia standardowego dodano system monitorowania ciśnienia w oponach (TPMS) oraz Gear Shift Indicator, czyli wskaźnik podpowiadający kiedy najlepiej zmienić bieg.

## Silniki

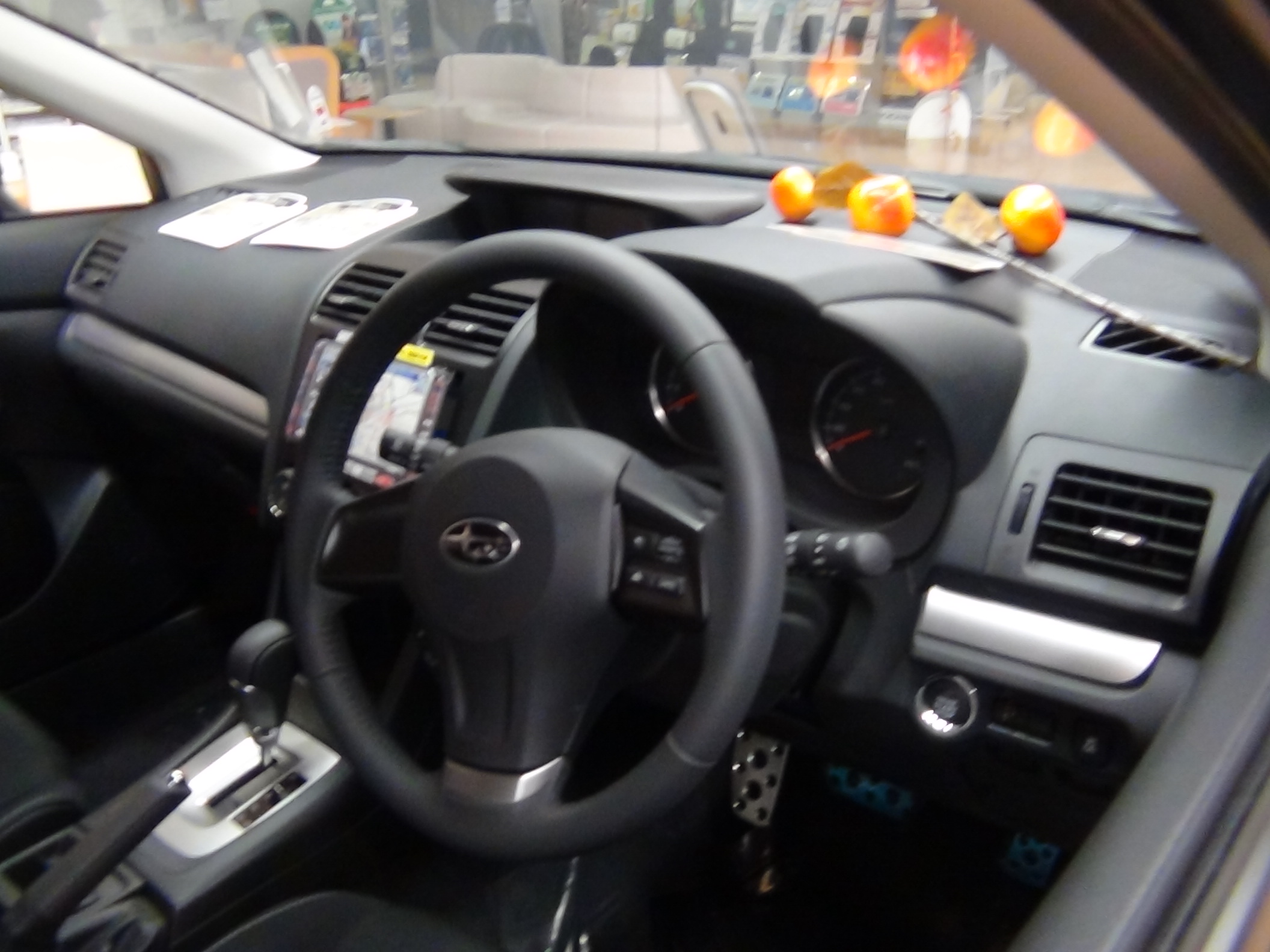
Wnętrze XV

## Silniki[4]
| Silnik                | Pojemność skokowa [cm³] | Typ silnika        | Wtrysk paliwa      | Moc maksymalna [KM] przy obr./min | Maks. moment obrotowy [Nm] przy obr./min | Stopień sprężania  | Przyspieszenie 0-100 km/h [s] | Prędkość maks. [km/h] | Średnie zużycie paliwa[l/100 km] | Emisja CO2 [g/km ] |
| Silniki benzynowe:    | Silniki benzynowe:      | Silniki benzynowe: | Silniki benzynowe: | Silniki benzynowe:                | Silniki benzynowe:                       | Silniki benzynowe: | Silniki benzynowe:            | Silniki benzynowe:    | Silniki benzynowe:               |                    |
| --------------------- | ----------------------- | ------------------ | ------------------ | --------------------------------- | ---------------------------------------- | ------------------ | ----------------------------- | --------------------- | -------------------------------- | ------------------ |
| 1.6i                  | 1600                    | B4                 | wielopunktowy      | 114/5600                          | 150/4000                                 | 10,5:1             | 13,1 CVT: 13,8                | 179 CVT: 175          | 6,5 CVT: 6,3                     | 151 CVT: 146       |
| 2.0i                  | 1995                    | B4                 | wielopunktowy      | 150/6200                          | 196/4200                                 | 10,5:1             | 10,5 CVT: 10,7                | 187                   | 6,9 CVT: 6,6                     | 160 CVT: 153       |
| Silniki wysokoprężne: |                         |                    |                    |                                   |                                          |                    |                               |                       |                                  |                    |
| 2.0D                  | 1998                    | B4 Turbo           | common-rail        | 147/3600                          | 350/1600-2400                            | 16,0:1             | 9,3                           | 198                   | 5,6                              | 146                |

## Wersje wyposażeniowe[5]
- Active
- Comfort
- Exclusive

Standardowe wyposażenie podstawowej wersji Active obejmuje m.in. system start&stop, elektryczne sterowanie szyb, elektryczne sterowanie lusterek, fotel kierowcy z regulacją wysokości, klimatyzację automatyczną z filtrem przeciwpyłkowym, odmrażacz przedniej szyby, system audio CD z AUX i 4-głośnikami, reflektory przeciwmgłowe, spojler dachowy, światła do jazdy dziennej, 17-calowe alufelgi, ABS z EBD, aktywne przednie zagłówki, inteligentny system ratunkowy, kurtyny powietrzne, stały napęd AWD, komplet poduszek powietrznych, system kontroli trakcji (ESP) i stabilizacji toru jazdy (VSC) oraz system wspomagania awaryjnego hamowania.
Opcjonalnie pojazd wyposażyć można w metalizowany lakier oraz skórzaną tapicerkę w jednym lub dwóch kolorach (szyta jest w Polsce). W zależności od wersji wyposażenia pojazd wyposażony jest m.in. w wersji Comfort w wielofunkcyjną skórzaną kierownicę, podgrzewane fotele, dwustrefową klimatyzację automatyczną, system audio z 6 głośnikami, Bluetoothem, USB, kamerę cofania, czujniki deszczu, elektrycznie składane lusterka, reflektory ksenonowe ze spryskiwaczami; a w wersji Exclusive w m.in. elektrycznie sterowane okno dachowe, elektrycznie regulowany fotel kierowcy oraz system nawigacji satelitarnej z ekranem dotykowym. 

## Druga generacja

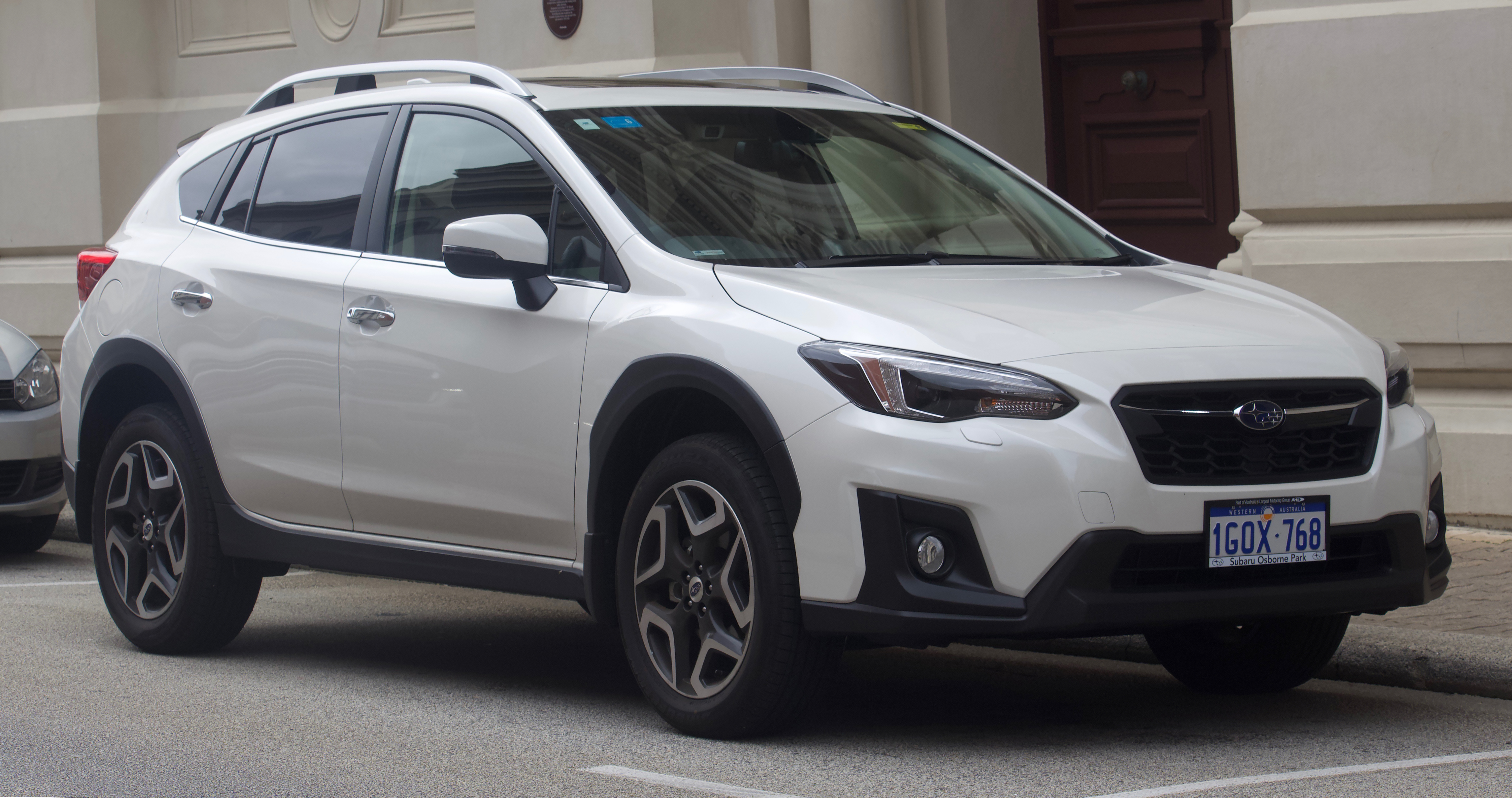
Przód XV II

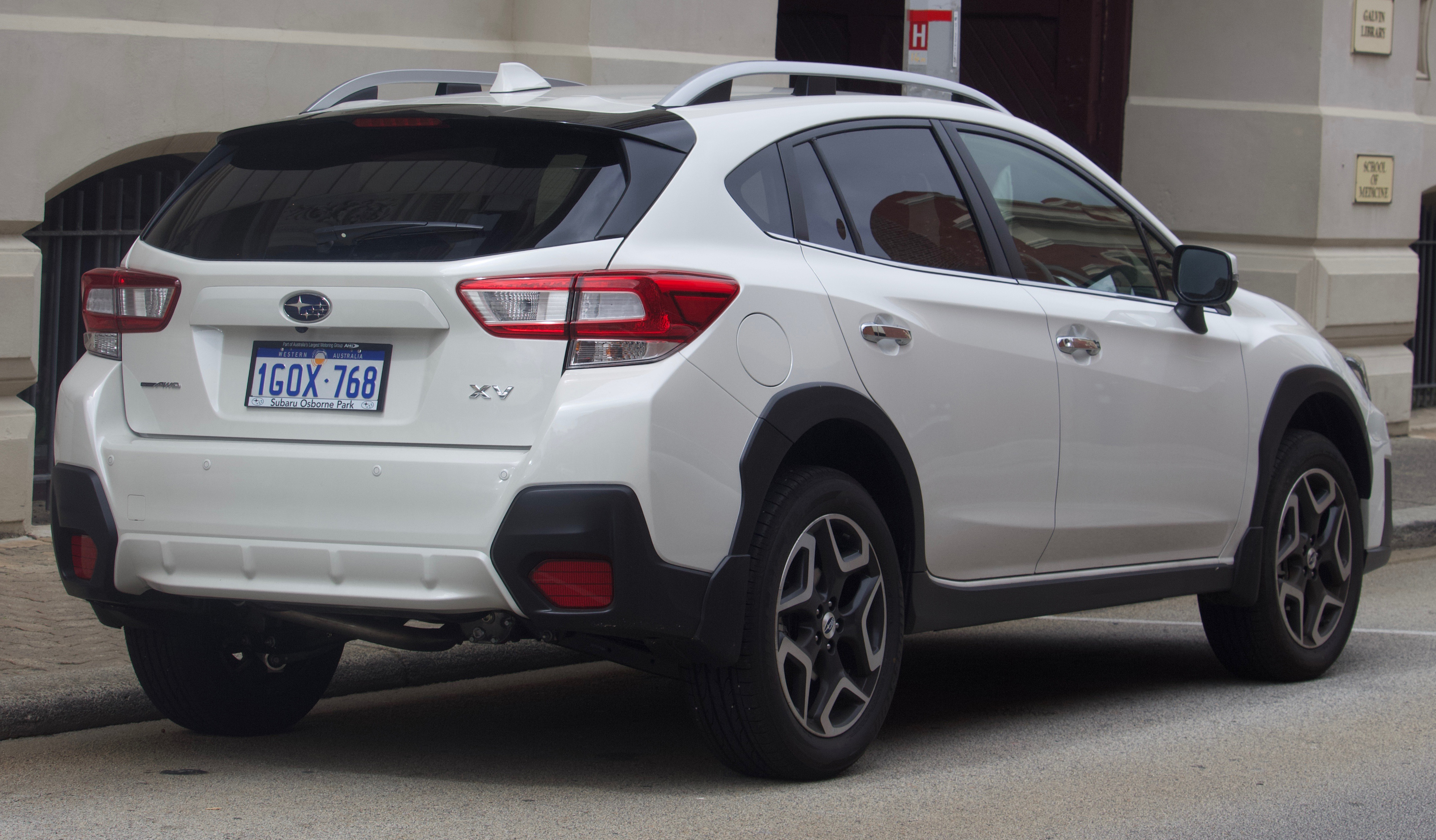
Tył XV II

Subaru XV drugiej generacji zostało oficjalnie zaprezentowane podczas salonu samochodowego w Genewie w 2017 roku, a pod koniec 2020 roku przeszło subtelny lifting. Jest to pierwszy pojazd w Europie oparty na nowej Subaru Global Platform, na której będą budowane wszystkie przyszłe modele Subaru.W porównaniu do poprzednika konstrukcja została znacząco wzmocniona i usztywniona, przeprojektowano układ kierowniczy i zawieszenie.Nowe silniki benzynowe typu bokser były w podobnej formie w poprzednim modelu, Subaru je dalej rozwijało i zmniejszało ich wagę. Silnik wysokoprężny nie jest już oferowany, podobnie jak ręczna skrzynia biegów. Zamiast tego jest tylko standardowa bezstopniowa skrzynia biegów o nazwie „Lineartronic” z „symetrycznym” napędem na wszystkie koła Subaru, uzupełniona specjalnym elektronicznym programem jazdy terenowej o nazwie „X-Mode”. Przednie koła są zawieszone na kolumnach i wahaczach MacPhersona, a tylne na podwójnych wahaczach. 

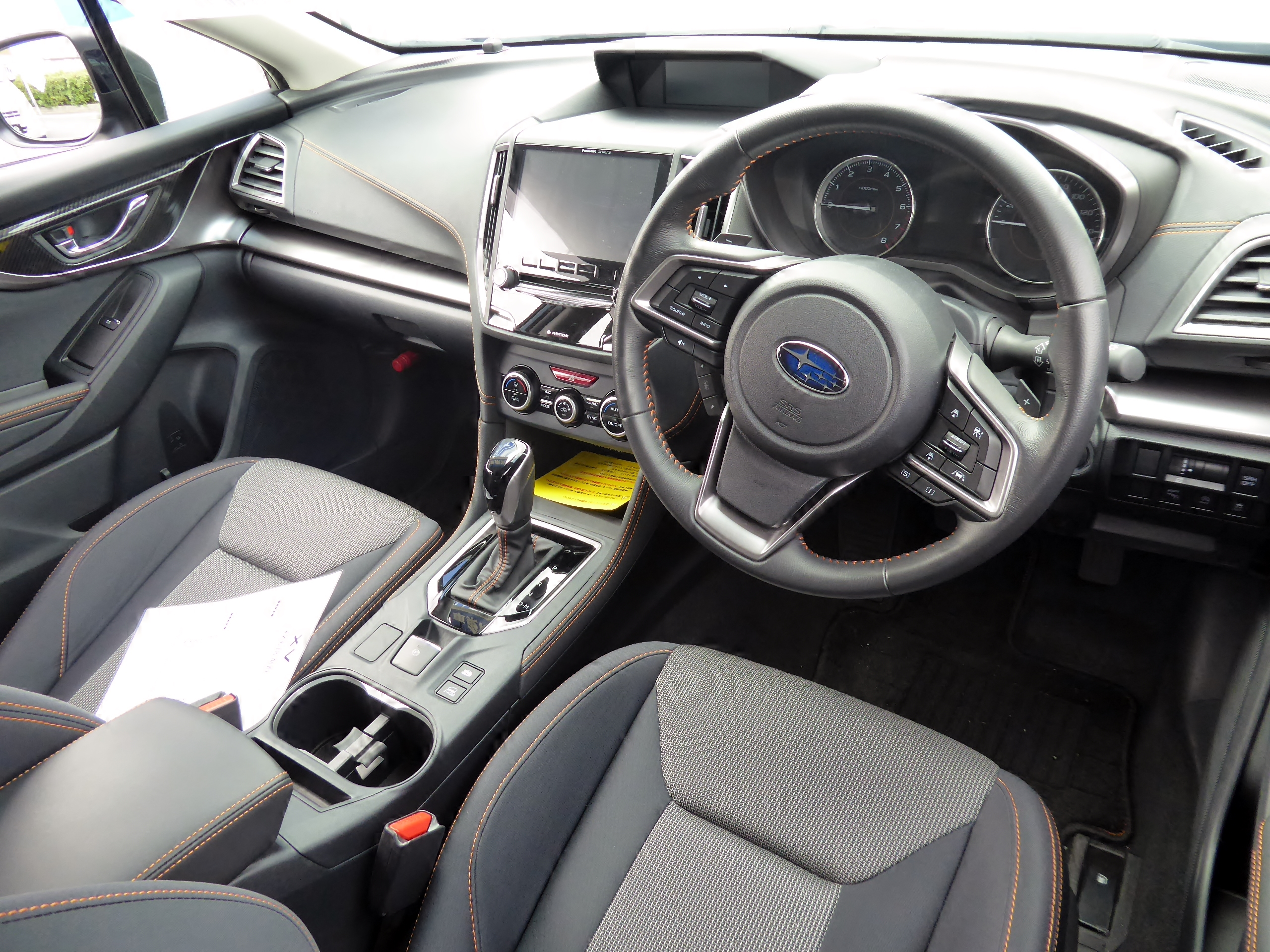
Wnętrze XV II

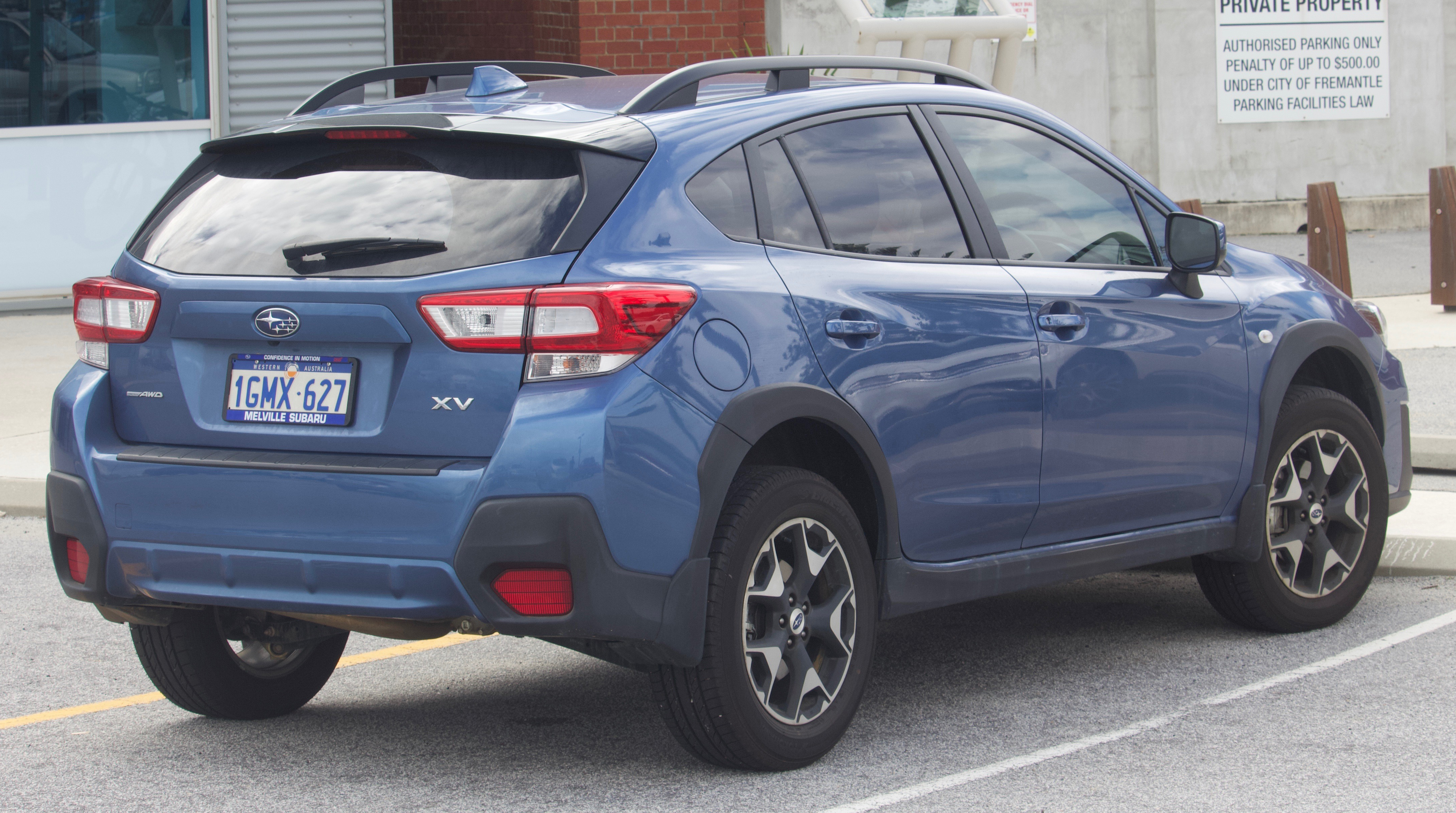
Subaru XV II (Australia)

## Silniki[10]
| Silnik             | Pojemność skokowa [cm³] | Typ silnika        | Wtrysk paliwa      | Moc maksymalna [KM] przy obr./min | Maks. moment obrotowy [Nm] przy obr./min | Stopień sprężania  | Przyspieszenie 0-100 km/h [s] | Prędkość maks. [km/h] | Średnie zużycie paliwa[l/100 km] | Emisja CO2 [g/km ] |
| Silniki benzynowe: | Silniki benzynowe:      | Silniki benzynowe: | Silniki benzynowe: | Silniki benzynowe:                | Silniki benzynowe:                       | Silniki benzynowe: | Silniki benzynowe:            | Silniki benzynowe:    | Silniki benzynowe:               |                    |
| ------------------ | ----------------------- | ------------------ | ------------------ | --------------------------------- | ---------------------------------------- | ------------------ | ----------------------------- | --------------------- | -------------------------------- | ------------------ |
| 1.6i               | 1600                    | B4                 | wielopunktowy      | 114/6200                          | 150/3600                                 | 11:1               | 13,9                          | 175                   | 6,9                              | 157                |
| 2.0i               | 1995                    | B4                 | bezpośredni        | 156/6000                          | 196/4000                                 | 12,5:1             | 10,4                          | 194                   | 6,9                              | 155                |
| 2.0i-S e-BOXER     | 1995                    | B4                 | bezpośredni        | 150/6000                          | 194/4000                                 | 12,5:1             | 10,7                          | 193                   | 6,5                              | 149                |
| 2.0 Plug-In Hybrid | 1995                    | B4                 | bezpośredni        | 139/5600                          | 182/4400                                 | 12,5:1             | b.d.                          | b.d.                  | 2,6                              | b.d.               |
| 2.5i               | 2498                    | B4                 | bezpośredni        | 185/5800                          | 239/4400                                 | 12,5:1             | b.d.                          | b.d                   | 8,1                              | b.d.               |